# 戟叶鹅绒藤
戟叶鹅绒藤（学名：Cynanchum sibiricum）为夹竹桃科鹅绒藤属的植物。分布于俄罗斯、蒙古以及中国大陆的甘肃、新疆、内蒙古等地，多生于干旱及荒漠灰钙土洼地，目前尚未由人工引种栽培。